# 刘中藻
刘中藻（1605年—1649年），字荐叔，号泂山，福建福安人。南明时期人物，官至南明時期兵部尚书兼东阁大学士。著有《泂山集》、《泂山九潭志》和《葛衣集》，今仅存《葛衣集》。

## 生平
明崇祯六年（1633年）舉癸酉科順天鄉試，官闽清教谕，崇祯十三年（1640年）庚辰科进士，授行人司行人。崇祯十七年（1644年），奉旨出山海关慰劳守边三军，回京复命恰逢李自成破北京，中藻被执。李军胁其归降，中藻不降。后吴三桂带清兵入关击败李自成，中藻趁乱逃归福安故里。
隆武元年（1645年），唐王立於福京，中藻被擢拔為兵科给事中，因得罪郑芝龙罢职。隆武二年（1646年），隆武帝败殁于福建汀州，中藻组织义军万余人（多为畲族子弟兵），以孤军转战闽浙俩省之间，攻下泰顺、福安、古田等七县。鲁王入闽监国，中藻被封为东阁大学士兼兵部尚书。。永历二年（1648年）四月初六攻克福宁州城，杀死清首任福宁州知州宋若苏。永历二年（1648年）十一月中藻亲率士卒五千名守浙江庆元，清总兵刘世昌、马得功等进攻，十一月初二日攻破庆元，中藻移驻福安。
永历三年（1649年）正月清福建总督陈锦率兵十万，城外挖沟、树栅，把福安城团团围住。永历三年（1649年）四月十二日，城中粮尽弹绝，中藻知道已经回天无力，悬挂明高祖的画像于中堂上，穿上明朝衣冠，施朝礼说道：“臣力竭矣！此一块残疆，终非我有。唯有一死报列后在天之灵耳！”在他决死时，开列府库钱粮数额清单，致信陈锦，表示决死，并请清军不要屠杀无辜百姓。据清朝版《福安县志》记载，中藻是吞金屑自杀。在刘氏族谱中有载，中藻两次服毒，都没有死，割开动脉敷服毒药还是没有死成，最后自缢身亡。当时，刘中藻的儿子刘思沛身在福建浦城，清兵也一直想招他为官。但他一直不愿意，当他听说父亲为守节而自杀的消息后说：“父为国尽忠，子为父尽孝。”此后，也自杀身亡。
清顺治追认刘中藻为“忠臣”，其故居为“刘中藻室”。另有明末在福安传教的天主教相关文献显示，当时中藻攻福安曾屠杀并焚城三分之一。清兵破城，又是进行报复性的大屠杀。